# A Queda dos Condenados
A Queda dos Condenados, alternadamente conhecida como A Queda dos Anjos Rebeldes, é uma pintura religiosa de Peter Paul Rubens. A pintura apresenta corpos de condenados, lançados no abismo pelo arcanjo Miguel e pelos anjos que o acompanham.

## Descrição
A pintura retrata a queda para o inferno, uma crença tradicional bastante representada na arte cristã. Em um raio de luz entre nuvens escuras, o Arcanjo Miguel bate e lança grandes quantidades de corpos nus. Diferentemente das representações comparáveis, Cristo, como juiz mundial, carece da perspectiva da salvação. Incomum também é a fusão quase abstrata de superfícies coloridas.

## Esboço

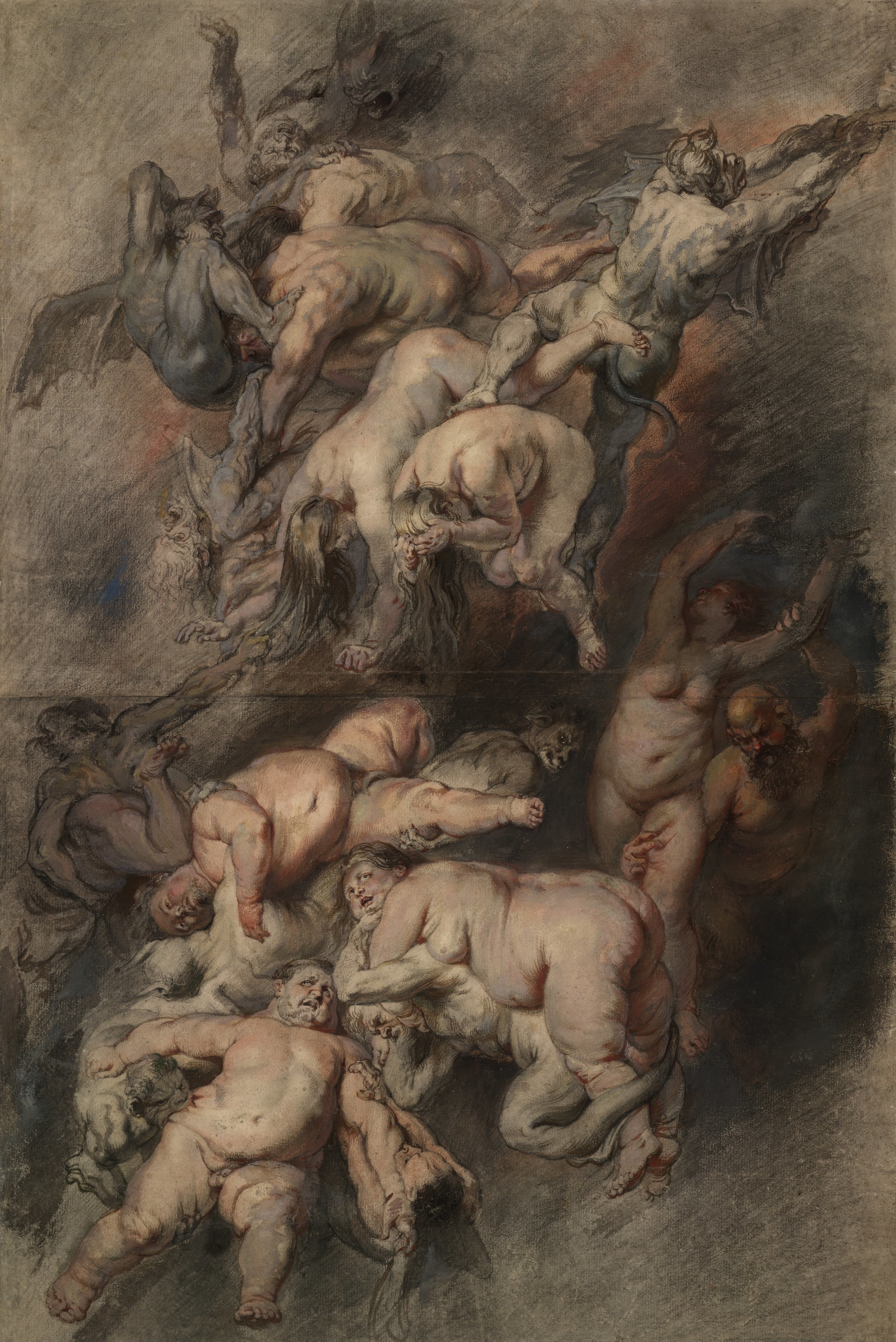
Estudo da obra, circa 1614-18

O esboço de A Queda dos Condenados foi feito em giz preto e vermelho, com uma tinta cinza. É mantido no Museu Britânico. Supõe-se que o esboço da obra teria sido feito por um assistente de estúdio, enquanto Rubens repassava o desenho com pincel e óleo. O dramático chiaroscuro das formas humanas e nuvens enfatiza a escuridão na qual essas figuras caem, longe da luz do céu.

## História
Já em 1617 Rubens havia sido contratado pelo duque católico Wolfgang Guilherme do Palatinado-Neuburgo para a obra O Grande Último Julgamento na Igreja Jesuíta de Neuburgo, em 1619 criaram a obra O Último Grande Julgamento, ambas também mantidas na Antiga Pinacoteca. Provavelmente por volta de 1620 ele recebeu do conde, que procurava uma imagem para a capela de seu palácio, a ordem para a criação de A Queda dos Condenados.
João Guilherme, Eleitor Palatino adquiriu a pintura para sua galeria em Düsseldorf. Depois de um tempo foi parar em uma galeria de Mannheim até chegar em Munique, na Antiga Pinacoteca.

## Vandalismo
A pintura foi alvo de vandalismo em 1959. No dia 26 de fevereiro, pouco depois das 11 horas, um filósofo e aventureiro chamado Walter Menzl (de), de Constança, derramou um removedor de tinta de móveis sobre a imagem. O líquido corrosivo fluiu sobre a pintura em uma largura de cerca de meio metro e danificou principalmente a metade esquerda da imagem. Menzl foi preso na manhã seguinte. Ele se descreveu no interrogatório como cientista e escritor. Na verdade, ele queria destruir o díptico Quatro Apóstolos de Dürer. O criminoso foi condenado pelo tribunal do distrito de Munique por "danos à propriedade" a uma sentença de três anos de prisão e uma multa no valor de 800 000 DM, a pintura conseguiu ser restaurada.

## Cultura popular
A banda australiana de metalcore Parkway Drive usou parte da obra de arte em seu lançamento em 2018, Reverence.
A pintura é um tema recorrente na segunda e terceira temporada da série Dark, da Netflix.